# 魏宗聖
魏宗聖為中國清朝武官官員，本籍浙江。行伍出身的魏宗聖於1761年（乾隆26年）奉旨接替林呂韜，於台灣地區擔任澎湖水師協副將。而隸屬台灣鎮之下的此官職職等為正二品，是台灣清治時期的這階段，扼守台灣海峽的重要武將，並統帥兩標水營，數千名水師兵勇。